# اولشانکا (استان بلگورود)
اولشانکا (انگلیسی: Olshanka, Belgorod Oblast) یک شهرک در بخش چرمنیانسکی استان بلگورود کشور روسیه است.